# Kunstmatig geheugensysteem
Onder een kunstmatig geheugensysteem verstaan we een buiten het menselijke brein gelegen  hulpmiddel om zaken en gebeurtenissen te onthouden. Het bekendste kunstmatige geheugensysteem  is het schrift.

## Prehistorie

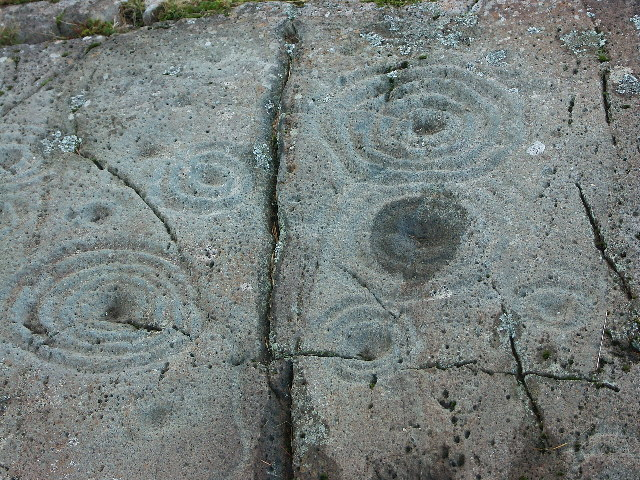
Cairnbaan Cup And Ring Marks

In het laatpaleolithicum vinden we reeds tekens die gefungeerd kunnen hebben als geheugensysteem. Een voorbeeld is het gewei in de grot van La Marche in West-Frankrijk, waarop zich een uitgebreid stelsel van stippen en streepjes bevindt en dat meer dan 14000 jaar oud is.
Wetenschappers verschillen nogal eens van mening over de betekenis van bepaalde inkervingen in rotswand, wanneer die niet een duidelijke figuratieve betekenis hebben, zoals de cup and ring marks. Mogelijk heeft een deel hiervan  betekenis gehad als kunstmatig geheugensysteem.
Op het aardewerk van verschillende prehistorische culturen zijn tekens te zien.
De Vinčacultuur die van het zesde tot het derde millennium voor Christus bloeide in Roemenië en de Balkan maakte gebruik van een geheugensysteem. Geleerden zijn het er niet over eens of hier al sprake is van schrift. 
In Mesopotamië ontwikkelde zich uiteindelijk een "tokensysteem", waarmee hoeveelheden en aard van voorraden kon worden weergegeven. Rond 3500 voor Christus ontwikkelde zich hieruit het spijkerschrift. Uit dit beeldschrift ontwikkelde zich in het vroege tweede millennium het alfabetisch schrift.

## Referentie
- Richard Rudgley 1999 Het stenen tijdperk. bakermat van beschaving., ISBN 9789024604869 Bosch en Keuning.